# Pata Daisy
La pata Daisy (Daisy Duck en su versión original) es un personaje ficticio estadounidense creado en el año 1940 como la contraparte femenina del Pato Donald e incluso algunas veces como su pareja. Su debut fue en el cortometraje Mr. Duck Steps Out, estrenado el 7 de junio de 1940. Antes de ella, un personaje llamado Donna Duck apareció en el cortometraje Don Donald, a menudo habiendo contradicciones en que ambos personajes sean el mismo o dos diferentes. Daisy es conocida por ser la novia de Donald, aunque ocasionalmente tiene citas con Gladstone Gander en los cómics. Daisy tiene el temperamento de Donald, pero es un poco más sofisticada. De acuerdo con los cómics de Don Rosa, Daisy es hermana del padre de Huey, Dewey y Louie, por lo que, al igual que Donald, es su tía. Además, una de sus hermanas es la madre de las trillizas Abril, Mayo y Junio (Rosa, Blanca y Celeste en algunos países), un trío que hace de contraparte a los trillizos sobrinos de Donald. En un principio, Daisy fue un personaje secundario que solo aparecía en algunos cortos de Donald, pero con el tiempo su importancia fue creciendo hasta llegar a unirse al grupo principal de amigos del reconocido ratón Mickey Mouse.

## Historia

### Primera aparición
La Pata Daisy con su nombre y diseño original apareció por primera vez en Mr. Duck Steps Out (7 de junio de 1940). El corto fue dirigido por Jack King y escrito por Carl Barks. Allí, Donald visita la casa de su nuevo interés romántico para su primera cita de conocidos, Donald trató de cortejarla y abrazarla, pero al principio Daisy se muestra tímida y le da la espalda a su visitante, pero Donald pronto nota que las plumas de su cola toman la forma de una mano y le indican que se acerque. Pero su tiempo a solas es interrumpido por Huey, Dewey y Louie, quienes acaban de seguir a su tío y claramente compiten con él por la atención de Daisy. Donald y los sobrinos se turnan para bailar el Jitterbug con ella mientras intentan deshacerse uno del otro. En su esfuerzo final los tres patos más jóvenes alimentan a su tío con maíz en proceso de convertirse en palomitas. El proceso se completa dentro del mismo Donald, quien continúa moviéndose salvajemente por la casa mientras mantiene la apariencia de bailar. El corto termina con una impresionada Daisy bañando a su nuevo amante de besos. Al igual que su precursora, Clarence Nash la expresó inicialmente, pero luego tuvo una voz más femenina.
El corto se destaca entre otros cortos de Donald de la época por el uso de música moderna y situaciones surrealistas en todo momento.

### Cortometrajes de Disney: 1941-1947
Un año después de su presentación en Mr. Duck Steps Out, Daisy junto a Donald y los sobrinos, hicieron un cameo en el cortometraje de Mickey Mouse The Nifty Nineties, consolidando su posición como un personaje recurrente.
El papel de oradora de Daisy volvió aparecer 4 años después en Donald's Crime. Si bien Daisy tiene un papel relativamente pequeño en la película, su cita con Donald es fundamental para la trama y muestra el enamoramiento de Donald por ella. Encontrarse arruinado antes de la cita; Donald robar el dinero de sus sobrinos, pero luego se siente culpable. Donald imagina lo que Daisy puede pensar de él sabiendo lo del robo, y esto llevar a reformarse al final. Daisy fue expresada por la actriz Gloria Blondell, marcando la primera vez que Daisy tenía una voz "normal". La película también marco la primera vez que Daisy apareció en un corto nominado al Premio de la Academia (Mejor Cortometraje Animado)
Más tarde, en ese mismo año, Daisy apareció nuevamente en Cured Duck (26 de octubre de 1945). El corto comienza de manera simple, Donald visitar a Daisy en su casa. Ella le pide que habrá la ventana. Él sigue tratando de abrirla y eventualmente se enfurece. Cuando Daisy regresa a la habitación, Donald lo ha destrozado todo. Ella demuestra que el mecanismo de bloqueo estaba activado y critica su temperamento. Ella se niega a volver a salir con Donald hasta que el aprenda a controlar su ira. Ella afirma que Donald no la ver perdiendo los estribos, Donald acepta sus términos y sigue el método surrealista de perdido por correo una "máquina de insultos", un dispositivo que constantemente le lanzar insultos verbales y físicos. Aguanta todo el proceso hasta sentirse capaz de mantener la calma durante todo el proceso. Vuelve a visitar a Daisy y esta vez abre tranquilamente la ventana. Pero cuando Daisy le muestra a su novio su nuevo sombrero, su reacción es una risa incontrolable. Daisy se enfurece y termina señalado que Donald no es el único pato que necesita entrenamiento para controlar la ira. Hay una continuación sobre su temperamento en un episodio de Mickey Mouse Works, "Donald's Dinner Date", donde ella y Donald tiene una cita en un restaurante en la que ambos terminan con mal genio.
Sus problemas de relación también se centraron en Donald's Double Trouble (28 de julio de 1946). Esta vez, Daisy critica su pobre dominio del idioma inglés y sus modales poco refinado. No dispuesto a perder a Daisy, Donald tiene que encontrar una respuesta al problema. Pero su solución involucra a su propio parecido que tiene todas las cualidades deseadas. Su parecido sin nombre esta desempleado en este momento y acepta ese plan. Donald proporciona el dinero para sus citas con Daisy, pero pronto se dar cuenta de que el parecido sirve como pretendiente rival. El resto del corto se enfoca en sus crecientes celos y esfuerzos para reemplazar al doble durante la próxima cita. Un intento fallido de El túnel del amor da como resultado que los dos patos machos salgan del túnel en las manos del otro por error. Daisy sale completamente empapada. Ella salta arriba y abajo y suena como un disco tocado demasiado rápido cuando Donald y su parecido huyen.
En Dumb Bell of the Yukon, Daisy es la motivación detrás del viaje de caza de Donald después de leer una carta de ella diciendo que le gusta los abrigos de piel, Daisy aparece brevemente en un papel que no habla en el sueño de Donald, imaginando lo contenta que estará.

## Super Daisy
Super Daisy fue el alter ego de Daisy y su nombre de superheroína.
Super Daisy apareció en las historietas italianas de Disney desde los años 70. Fue creada por Guido Martina y Giorgio Cavazzano como la compañera femenina de The Duck Avenger.

## Filmografía

### Cortometrajes
| Año  | Animación                       | Notas |
| ---- | ------------------------------- | ----- |
| 1940 | Mr. Duck Steps Out              |       |
| 1941 | A Good Time For A Dime          |       |
| 1941 | The Nifty Nineties              |       |
| 1945 | Donald's Crime                  |       |
| 1945 | Cured Duck                      |       |
| 1946 | Donald's Double Trouble         |       |
| 1946 | Dumb Bell of the Yukon          |       |
| 1947 | Sleepy Time Donald              |       |
| 1947 | Donald's Dilemma                |       |
| 1948 | Donald Dream Voice              |       |
| 1950 | Crazy Over Daisy                |       |
| 1954 | Donald Diary                    |       |
| 1959 | How to Have an Accident at Work |       |

### Películas
| Año  | Animación                                   | Notas                   |
| ---- | ------------------------------------------- | ----------------------- |
| 1983 | Mickey's Christmas Carol                    | en el papel de Isabelle |
| 1987 | ¿Quién engañó a Roger Rabbit?               | cameo                   |
| 1999 | Fantasía 2000                               |                         |
| 1999 | Mickey's Once Upon a Christmas              |                         |
| 2001 | Mickey's Magical Christmas                  |                         |
| 2002 | Mickey's House of Villains                  |                         |
| 2004 | Mickey, Donald, Goofy: Los Tres Mosqueteros |                         |
| 2004 | Mickey's Twice Upon a Christmas             |                         |
| 2021 | Mickey y el cuento de las dos brujas        | especial de TV          |
| 2021 | El Deseo de Navidad de Mickey y Minnie      | especial de TV          |

### Series animadas
| Año           | Animación                           |
| ------------- | ----------------------------------- |
| 1996          | Quack Pack                          |
| 1999-2000     | Mickey Mouse Works                  |
| 2001-2003     | House of Mouse                      |
| 2006-2016     | La casa de Mickey Mouse             |
| 2013-2019     | Mickey Mouse                        |
| 2017-2021     | Mickey Mouse Mixed-Up Adventures    |
| 2018          | La leyenda de los tres caballeros   |
| 2020-2021     | Patoaventuras                       |
| 2020-presente | The Wonderful World of Mickey Mouse |
| 2021-presente | Mickey Mouse Funhouse               |

## Intérpretes de voz
En la versión original en inglés:
- Vivi Janiss (1940-1945)
- Gloria Blondell (1945-1953)
- Patricia Parris (1983) (solo en Mickey's Christmas Carol)
- Tony Anselmo y Clarence Nash (1987) (solo en La caida del pato Donald)
- Kath Soucie (1996) (solo en Quack Pack)
- Diane Michelle (1998-1999)
- Russi Taylor (1999) (solo en Fantasía 2000)
- Tress MacNeille (1999-presente)

En la versión en español de América:
- Clarence Nash (en los cortos clásicos)
- Alondra Hidalgo (60s-1984)
- Ivette González (1987-1996)
- Liliana Barba (1999-presente)

## Daisy en otros idiomas
| Idioma    | Nombre        |
| --------- | ------------- |
| Alemán    | Daisy Duck    |
| Danés     | Andersine And |
| Esloveno  | Jakica Racman |
| Finés     | Iines Ankka   |
| Francés   | Daisy Duck    |
| Holandés  | Katrien Duck  |
| Indoneso  | Desi Bebek    |
| Islandés  | Andrésína Önd |
| Italiano  | Paperina      |
| Noruego   | Dolly Duck    |
| Polaco    | Kaczka Daisy  |
| Portugués | Margarida     |
| Sueco     | Kajsa Anka    |